# Дивоптах рудохвостий
Дивоптах рудохвостий (Paradisaea raggiana) — вид горобцеподібних птахів родини дивоптахових (Paradisaeidae).

## Поширення
Ендемік Папуа Нової Гвінеї. Поширений східніше річки Флай. Середовище існування цих птахів представлене ділянками первинного і вторинного тропічного лісу, трапляється також на плантаціях, у садах і громадських парках, на висоті до 1500 м над рівнем моря.

## Опис
Птах середнього розміру, завдовжки 33—34 см, вагою 133—300 г. Помітний чіткий статевий диморфізм. Самиці мають коричневе забарвлення зі світлішим на животі, біло-сіруватим внизу живота і під хвостом, чорним на обличчі та грудях, жовто-оливковим на верхівці голови та потилиці. Самці мають коричневий колір на крилах, спині (де набуває оливково-зеленові відтінки), животі та хвості, сірчано-жовту голову, шию та круп, горло і кільце навколо дзьоба смарагдово-зеленого кольору та чорні груди. Пір'я з боків тіла дуже видовжене та пухнасте, червоно-помаранчевого кольору. Хвіст також має два дуже видовжених і ниткоподібних центральних пера.

## Спосіб життя

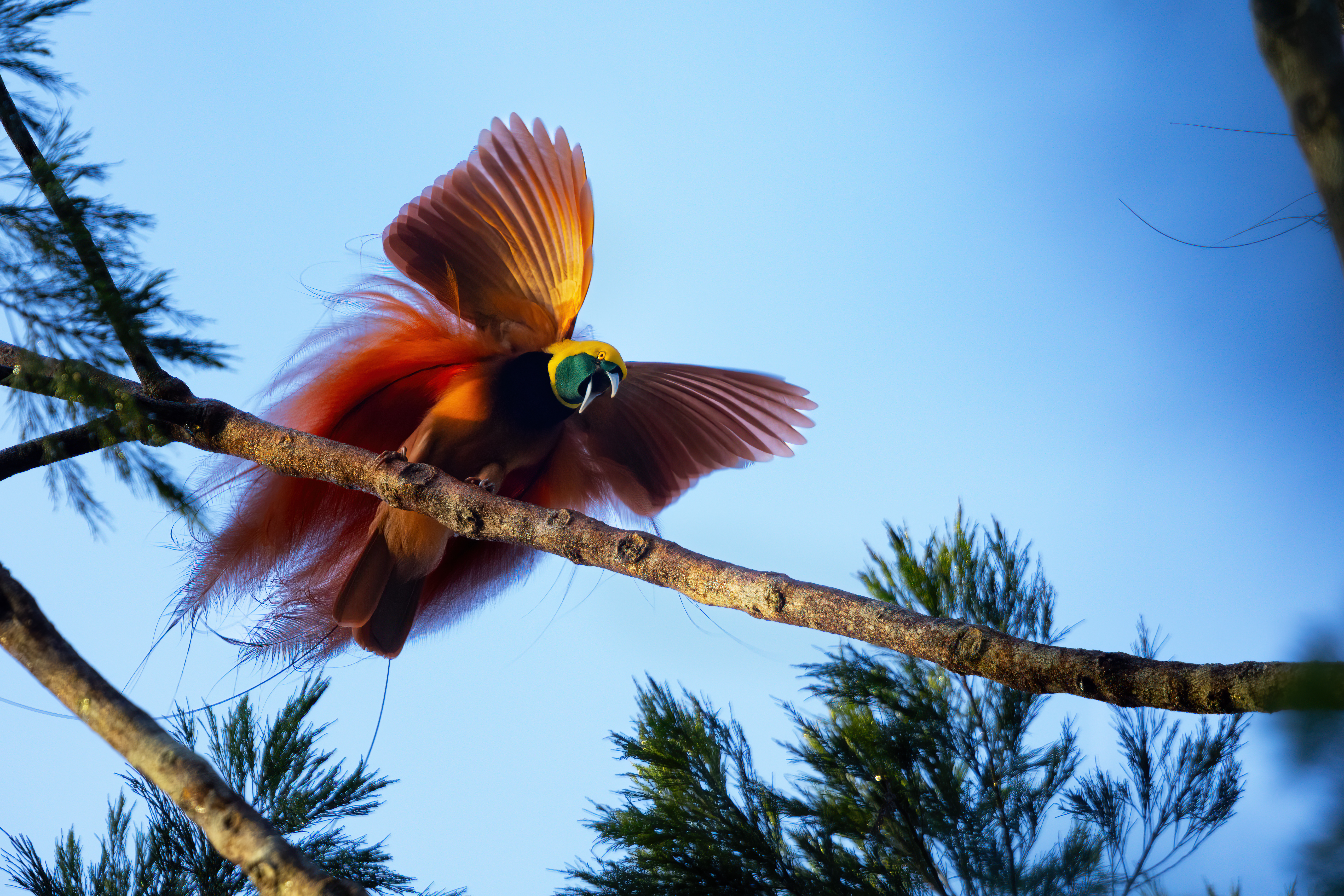
Самець дивоптаха рудохвостого демонструє себе на тоці

Трапляється парами або поодинці. Живе під пологом лісу. Живиться переважно фруктами, в основному інжиром. Рідше поїдає комах і нектар.
Сезон розмноження триває з квітня по грудень. Полігамний вид. Самці токують, щоб привабити якомога більше самиць. Під час токування декілька самців збираються на спеціальному місці. Вони стоять з розпростертими крилами, демонструючи своє яскраве оперення, ритмічно стрибаючи вгору-вниз по гілці та нахиляючись вперед, тримаючи бокові та хвостові пера в вертикальному положенні. Самиці спостерігають за ритуалом збоку, перш ніж вибрати, з яким самцем будуть паруватися. Після спаровування самиці самостійно займаються будівництвом гнізда, насиджуванням яєць та доглядом за потомством. Відкладає 1—2 рожевих яйця. Інкубація триває 18 днів. Пташенята вилітають з гнізда через 20 днів.

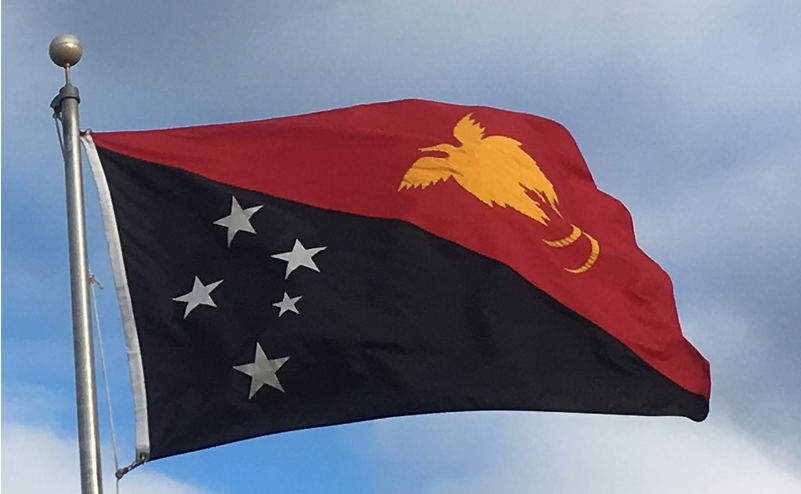
Прапор Папуа-Нової Гвінеї, на якому зображений птах

## Підвиди
Включає чотири підвиди:
- Paradisaea raggiana raggiana, номінальний підвид, широко поширений у південній частині ареалу;
- Paradisaea raggiana augustaevictoriae Cabanis, 1888, поширений на півночі ареалу;
- Paradisaea raggiana intermedia De Vis, 1894, поширений в центрі;
- Paradisaea raggiana granti North, 1906, на півострові Гуон;

П'ятий підвид P. r. salvadorii Mayr & Rand, 1935 в районі річки Флай, вважається синонімом номінального підвиду.